# Navicordulia longistyla
Navicordulia longistyla – gatunek ważki z rodziny szklarkowatych (Corduliidae). Występuje na terenie Ameryki Południowej.